# Das magische Amulett
Das magische Amulett ist eine Serie, die innerhalb anderer Heftromanserien (-reihen) im Kelter-Verlag erscheint. Es sind mehr als 200 Hefte erschienen.

## Autor
Alle Romane stammen von Jan Gardemann, der hierbei das Pseudonym Ira Korona verwendet.

## Spuklicht/Gaslicht
Die Serie lief zunächst alle 3 Wochen innerhalb von Spuklicht. Zwischen 1997 (Spuklicht 24) und 1999 (Spuklicht 122) erschienen 35 Hefte.
Nach dem Ende der Reihe, wurde Das magische Amulett in die Nachfolgereihe Gaslicht integriert und dabei die Erscheinung auf 4-wöchentlich umgestellt. Während Das magische Amulett in einer eigenen Serie erschien, wurden weiterhin neue Romane innerhalb von Gaslicht abgedruckt. Dies endete zeitgleich mit dem Ende der eigenständigen Serie.
Zwischen 1999 (Gaslicht 4) und 2005 (Gaslicht 300) erschienen ?? Hefte.

## Eigene Serie
Nach etwa 100 Bänden startete die eigenständige Heftserie, die aus Nachdrucken und eingeschobenen neuen Romanen bestand. Diese waren zeitlich im Rahmen der Nachdruckhefte angesiedelt.
28 Hefte (13. April 2004–2005)

## Irrlicht
Nach der Einstellung wurde die Serie nahtlos in Irrlicht fortgesetzt. Es erschienen also abwechselnd Nachdrucke und Neuerscheinungen – nicht zwangsläufig im Verhältnis von 1:1.

## Die Serie

### Inhalt
Die Heftserie Das magische Amulett, erzählt die phantastisch-unheimlichen Abenteuer der jungen und schönen Archäologin Brenda Logan.
Die Serien läuft innerhalb sogenannter Frauengruselreihen. Die Handlung ist vom Aufbau her und den handelnden Figuren jedoch eher im Grenzbereich zwischen eher auf Frauen und eher auf Männer ausgerichteten Serien angesiedelt. Der Versuch mit einer eigenständigen Serie auch ein breiteres Publikum anzusprechen gelang nicht. Einige Jahre zuvor hatte der Bastei-Verlag mit der ähnlich einzuordnenden Serie Jessica Bannister gleiches versucht und musste ebenfalls die Serie nach kurzer Laufzeit in die Ursprungsreihe re-integrieren.

### Protagonisten
Der Text wurde größtenteils vom Autor zur Verfügung gestellt, und leicht verändert. Die originalen Texte finden sich auf der Homepage des Autors.
Brenda Logan
Brenda arbeitet für das British Museum in London, und ihr Fachgebiet ist die Amulettforschung. Immer wieder stößt Brenda während ihrer Arbeit im Museum, auf Expeditionen oder im privaten Leben auf Amulette mit magischen Kräften. Es scheint ein Fluch auf ihr zu lasten, der sie und die magischen Amulette auf mysteriöse Weise immer wieder zusammenführt und Brenda jedes Mal aufs Neue in unglaubliche, gefährliche Abenteuer stürzt.
Dr. Daniel Connors
Daniel Connors ist Brendas Ehemann. Daniel ist ein bekannter Arzt und Neurologe und arbeitet im St. Thomas Hospital in London. Oft schon rettete er seiner geliebten Frau während eines Abenteuers das Leben, oder befreite sie aus einer ausweglos erscheinenden Situation. Doch ebenso oft hat auch Brenda ihm schon die Haut gerettet oder ihn aus dem Bann eines magischen Amuletts befreit. Es kommt aber auch vor, dass Brenda ganz auf sich allein gestellt ist, weil Daniel in der Klinik unabkömmlich ist, auf einem Ärztekongress weilt, oder weil Brenda, fern der Heimat, an einer Expedition teilnimmt. Beide lieben sich über alles und pflegen eine humorvolle, erotische Beziehung, die auf gegenseitigem Vertrauen und dem Gefühl von Geborgenheit beruht.
Professor Salomon Sloane
Prof. Sloane ist als Museumsdirektor Brendas Vorgesetzter im British Museum. Prof. Sloane ist einer der wichtigsten Nebencharaktere. Er unterstützt Brenda in ihrer Arbeit und ist immer wieder dafür verantwortlich, dass sie in Abenteuer verstrickt wird.

## Andere Formate

### Hörspiele
Beim Label Maritim sind die Geschichten als Hörspielumsetzung erschienen. In den Hauptrollen sind Katja Brügger (Brenda Logan), Robert Missler (Dr. Daniel Conners) und Wolf Frass (Professor Salomon Sloane) zu hören.
Bislang sind zwei Folgen der Serie produziert worden.
- Das magische Amulett 01 „Wiedergeburt des Bösen“, ISBN 3-938597-08-9
- Das magische Amulett 02 „Die schwarze Witwe“, ISBN 3-938597-57-7